# Oleg Kagan
Pour les articles homonymes, voir Kagan.
Oleg Moïsseïevitch Kagan (en russe : Олег Моисеевич Каган), né le 22 novembre 1946 à Ioujno-Sakhalinsk, sur l'Île de Sakhaline, et mort le 15 juillet 1990 à Munich, est un violoniste soviétique.

## Biographie
En 1953, ses parents sont installés à Riga où il fait ses études de violon avec Joachim Braun. Quand Kagan a treize ans, le célèbre violoniste Boris Kouznetsov lui propose de déménager à Moscou. C'est avec Kouznetsov que Kagan fait ses études à l'École centrale de musique puis à partir de 1964 au Conservatoire Tchaïkovski de Moscou. 
Son premier grand succès est le quatrième prix du Concours international Georges Enesco de Bucarest. En 1965, Kagan gagne le Concours Jean Sibelius, l'année suivante, il obtient le second prix du Concours international Tchaïkovski et en 1968, gagne le Concours international Jean-Sébastien-Bach de Leipzig.
Après la mort de Boris Kouznetsov, c'est David Oïstrakh qui devient son professeur au conservatoire. Avec l'aide d'Oïstrakh, Kagan enregistre tous les concertos pour violon de Mozart. 
En 1969, il collabore avec le pianiste Sviatoslav Richter et leur duo devient bientôt célèbre. Kagan joue aussi avec Natalia Gutman (elle devient plus tard sa femme), Yuri Bashmet, Alekseï Lioubimov, Elisso Virssaladze et d'autres grands musiciens de son temps. Leurs ensembles participent aux différents festivals de musique, y compris le Kuhmo Festival en Finlande et les Soirées de décembre à Moscou. Kagan lui-même fonde le festival musical d'été à Zvenigorod. À la fin des années 1980, il veut organiser le festival de Kreuth, mais une grave maladie (cancer) l'empêche de le faire. Aujourd'hui ce festival est dédié à sa mémoire.
Kagan est considéré comme un musicien de chambre bien qu'il ait joué de grands concertos. Parmi ses enregistrements l'un des plus célèbres est le Double Concerto de Brahms (avec Natalia Gutman).
Son répertoire comporte des œuvres contemporaines de Hindemith, Messiaen, Schönberg. Alfred Schnittke, Tigran Mansourian, Anatol Vieru et Sofia Goubaïdoulina lui ont dédié des œuvres. Kagan a interprété des concertos de Jean-Sébastien Bach et de Mozart.

## Distinctions
- Artiste émérite de la République socialiste fédérative soviétique de Russie